# 蓝色小径
蓝色小径（義大利語：Sentiero Azzurro）是意大利利古里亚大区拉斯佩齐亚省的一条热门的远足路线，完全在世界遗产五渔村国家公园内，连接这里的五个村庄。

## 路线
蓝色小径开始于里奥马焦雷，到达濱海蒙特羅索，中间经过马纳罗拉、科尔尼利亚和韦尔纳扎，全长约12公里。最高海拔约200米，在韦尔纳扎附近的普雷沃。走完全程需要5个小时，一共分为四段：
- 592-1 (SVA2): 第一段，从里奥马焦雷到马纳罗拉，称为爱之路。这是最短也是最容易的一段，长约1公里，可以在不到半小时的时间走完。
- 592-2 (SVA2): 第二段，从马纳罗拉到科尔尼利亚，长2.8公里，步行需时1小时。这一段行走容易。
- 592-3 (SVA2): 第三段，从科尔尼利亚到韦尔纳扎，长3.5公里，步行需时1.5 – 2 小时。这一段行走难度为中等至难。
- 592-4 (SVA2): 第四段，从韦尔纳扎到濱海蒙特羅索，长3.8公里，步行需时不少于2小时。这一段行走难度为中等至难。

蓝色小径的总体高差约为600米，主要集中于从科尔尼利亚到濱海蒙特羅索之间较长的两段。

## 关闭
由于该地区土地的不稳定性质，频繁的山体滑坡，导致小径定期的封闭。公园当局建议所有游客在开始徒步穿越公园之前，了解小径的状态。
自2019年秋天以来，广受欢迎的爱之路关闭修复，预计将于2023年春季重新开放。